# Hidup Baru (Benakat)
Hidup Baru is een bestuurslaag in het regentschap Muara Enim van de provincie Zuid-Sumatra, Indonesië. Hidup Baru telt 1227 inwoners (volkstelling 2010).